# Antoine Joux
Pour les articles homonymes, voir Joux (homonymie).
 (février 2013).
Si vous disposez d'ouvrages ou d'articles de référence ou si vous connaissez des sites web de qualité traitant du thème abordé ici, merci de compléter l'article en donnant les références utiles à sa vérifiabilité et en les liant à la section « Notes et références ».
Antoine Joux, né le 12 mai 1967 à Amiens, est un cryptologue français. Ancien élève de l’École polytechnique (promotion 1986), il a été ingénieur en chef de l’armement et est actuellement titulaire de la chaire de cryptologie de la fondation partenariale UPMC Université Pierre-et-Marie-Curie professeur associé au LIP6, ainsi qu'expert sécurité en cryptographie à CryptoExperts.
Il a gagné le prestigieux prix Gödel en 2013.

## Formation
Antoine Joux rentre à l’École polytechnique en 1986 (X1986), en 1989 avec son rang à l'école, il est admis dans le Corps des ingénieurs de l'armement qu'il suit à ENSTA Paris.

## Thèmes de recherche
Antoine Joux travaille à la fois aux problèmes liés à la cryptographie asymétrique et à ceux issus de la cryptographie symétrique.
Avec une petite équipe de l’université de Versailles-Saint-Quentin-en-Yvelines, il est l’auteur de l'attaque ayant mené à la première collision complète sur la fonction de hachage SHA-0. Antoine Joux est l’un des concepteurs, avec Éliane Jaulmes et Frédéric Valette, du mécanisme d’intégrité RMAC (Randomized Message Authentication Code).
En cryptographie asymétrique, Joux s’est intéressé aux problèmes de calcul de logarithmes discrets sur corps finis liés en particulier aux échanges de clés de type Diffie-Hellman. Il est aussi l’auteur d’une variante tripartite de l’échange de clés de Diffie-Hellman, utilisant les couplages sur courbes elliptiques.

## Parcours et récompenses
Ancien membre de l'équipe de Jacques Stern au Département d’informatique de l'École normale supérieure de Paris, il a été le sous-directeur scientifique de la Direction centrale de la sécurité des systèmes d’information.
Depuis 2005, Joux travaille comme expert scientifique à la Délégation générale pour l'Armement, au SPOTI (Service des programmes d’observation, de télécommunication et d’information) puis à la MRIS (Mission pour la recherche et l’innovation scientifique).
Depuis septembre 2013, il est membre du LIP6, professeur associé à l’Université Pierre-et-Marie-Curie titulaire de la chaire de cryptologie de la fondation partenariale UPMC.
Antoine Joux fait également partie du bureau des directeurs élus de l’IACR.
Il a gagné le prestigieux prix Gödel en 2013 avec Dan Boneh et Matthew K. Franklin pour l'introduction et l'utilisation du concept d'accouplement en cryptographie.

## Décorations et distinctions
- Chevalier de l'ordre national du Mérite
- Chevalier de l'ordre des Palmes académiques